# Антюхов, Александр Иванович
Александр Иванович Антюхов (1915, Оренбург — 1995, Оренбург) — машинист локомотивного депо Оренбург Оренбургской железной дороги, Оренбургская область. Герой Социалистического Труда (1959).

## Биография
Родился в 1915 году в многодетной рабочей семье в Оренбурге.
После окончания семилетки обучался в школе фабрично-заводского обучения при Оренбургском паровозоремонтном заводе. С 1934 года — слесарь, помощник машиниста на этом же заводе. С 1937 года — машинист паровоза, тепловоза локомотивного депо Оренбург.
Неоднократно выходил победителем в социалистическом соревновании среди машинистов локомотивного депо. Благодаря его выдающимся трудовым достижениям локомотиву Александра Антюхова было присвоено почётное звание «Лучший паровоз сети железных дорог СССР». Указом Президиума Верховного Совета СССР от 1 августа 1959 года «за выдающиеся успехи, достигнутые в развитии железнодорожного транспорта» удостоен звания Героя Социалистического Труда с вручением Ордена Ленина и золотой медали Серп и Молот.
Воспитал несколько десятков молодых машинистов. Избирался делегатом XXI и XXV съездов КПСС, членом ЦК профсоюза работников железнодорожного транспорта.
Проработал в депо машинистом более сорока трёх лет. В 1977 году вышел на пенсию.
Умер 7 декабря 1995 года. Похоронен на кладбищенском комплексе «Степной-1» города Оренбург.
Награды
- Герой Социалистического Труда
- Орден Ленина
- Медаль «За доблестный труд в Великой Отечественной войне 1941—1945 гг.»
- Медаль «За трудовое отличие»
- Медаль «За трудовую доблесть»
- Знак «Почётный железнодорожник»